# Margareta de Namur
Margareta de Namur (cca. 1194 - 17 iulie 1270) a fost marchiză de Namur de la 1229 la 1237, una dintre fiicele împăratului Petru al II-lea de Courtenay de Constantinopol și al Yolandei de Flandra.
Margareta (numită Sybille în unele surse) s-a căsătorit prima dată cu Raoul senior de Issoudun, în 1210. I-a succedat soțului ca doamnă de Châteauneuf-sur-Cher și de Mareuil-en-Berry în 1216.
Imediat după moartea primului soț, Margareta s-a recăsătorit cu Henric I, conte de Vianden, fiul lui Frederic al III-lea de Vianden și al Mechtildei de Neuerburg.
Margareta a devenit marchiză de Namur după moartea fratelui ei Henric al II-lea de Namur, din 1229. Împreună cu Henric de Vianden, Margareta a cârmuit în Namur până în 1237, când marchizatul a fost transferat către fratele ei, Balduin, care încă era împărat la Constantinopol. 
După moartea lui Henric de Vianden, survenită în 1252, Margareta a intrat în conventul din Marienthal, din apropiere de Luxembourg, unde și-a petrecut tot restul vieții, până în 17 iulie 1270, când se stinge din viață.
Margareta și Henric au avut următorii copii :
- Mathilda, căsătorită în cca. 1235 cu Johann Angelus, duce of Srem
- Petru (d. după 1272)
- Frederic de Vianden (d. 1247), căsătorit cu o fiică a lui Henric al III-lea, conte de Ardennes
- Henric I de Vianden, episcop de Utrecht
- Filip I, conte de Vianden
- Yolanda de Vianden (1231-1283), venerată și astăzi în Luxemburg